# Tengelmann
Tengelmann est une entreprise de distribution allemande. 

## Histoire
En octobre 2014, Edeka acquiert les magasins de distributions d'alimentation Kaiser, qui possède 450 magasins pour 16 000 employés, à Tengelmann. En mars 2016, après que les autorités de la concurrence se sont opposés à cette acquisition, le gouvernement allemand l'autorise tout de même sous la menace de perte d'emploi important de la part de Kaiser. En novembre 2016, Edeka annonce un nouvel accord pour l'acquisition de Kaiser, qui permet de rétrocéder les magasins de ce dernier situés à Berlin à Rewe.